# Списък с епизоди на „Батман: Анимационният сериал“
Това е списъкът с епизоди на сериала „Батман: Анимационният сериал“ с оригиналните дати на излъчване в САЩ.

## Том 1
| Заглавие | Номер | Режисьор       | Сценарий                                     | Първо излъчване в САЩ |
| --- | ----- | -------------- | -------------------------------------------- | --------------------- |
| Кожени криле | 001   | Кевин Алтиери  | Мич Брайън                                   | 6 септември 1992 г.   |
| Ужасяващ гигантски прилеп тероризира град Готъм. По всичко личи, че виновен за това е Батман. Полицията е по петите му. Но той не оставя нещата така и прави разследване, което го води до лабораторията на д-р Кърк Ленгстром, който до това време е експериментирал с формула, превръщаща го в Човека-прилеп. Сега Батман не само трябва да хване Човека-прилеп, но да държи полицията настрана и да изчисти и името си.                                                                                               |       |                |                                              |                       |
| Коледа с Жокера | 002   | Кент Бътъруорт | Еди Городетски                               | 13 ноември 1992 г.    |
| Жокера (в първото българския дублаж на БНТ е преведен като Шегобиеца) превзема ефира на Готъм и тероризира града на Коледа. Държейки комисар Гордън, детектив Бълок и Съмър Глийсън като заложници, той предизвиква Батман да го намери преди полунощ или заложниците ще прекарат една наистина не-щастлива Коледа. |       |                |                                              |                       |
| Страх | 003   | Бойд Къркланд  | Хенри Т. Гилрой и Шон Катрин Дерек           | 15 септември 1992 г.  |
| Плашилото разпръсква газ, причиняващ страх, и всява хаос в Готъмския Университет. Под влиянието на същия този токсин, Батман трябва да се пребори не само с този обзет с ужасяването на хора психопат, но в същото време и с най-лошия си страх. |       |                |                                              |                       |
| Първоаприлска шега | 004   | Кевин Алтиери  | Карл Свенсон                                 | 22 септември 1992 г.  |
| Жокера използва смъртоносен за ума газ – Смилекс, причиняващ смях, за да превърне гражданите на Готъм в ненормални марионетки. Ако Батман не успее да го спре навреме, скоро всички ще полудеят, включително неговият приятел и иконом, Алфред. |       |                |                                              |                       |
| Красива отрова | 005   | Бойд Къркланд  | Пол Дини и Майкъл Рийвс                      | 14 септември 1992 г.  |
| Областният Прокурор Харви Дент се влюбва в мистериозна жена на име Памела Айсли. Когато Дент е отровен след любовна среща в ресторант, Батман разследва и откритието му е причината да се бори както за живота на най-добрия си приятел, така и за своя. |       |                |                                              |                       |
| Подземните жители | 006   | Франк Пур      | Том Рюгър                                    | 21 октомври 1992 г.   |
| Батман се сблъсква с мистериозни деца, извършващи дребни престъпления. Той спасява едно и скоро научава, че момчето принадлежи към банда на забравени, избягали от дома си деца, живеещи дълбоко в Готъмската канализация. Техният водач, полуделият Крал на каналите, ги принуждава да крадат храна и снабдения за него. |       |                |                                              |                       |
| Гледна точка | 007   | Кевин Алтиери  | Мич Брайън                                   | 18 септември 1992 г.  |
| Когато Бълок не успява да се справи с трудна полицейска задача, той, Мантоя и новобранецът Уилкис са разпитани от човек от Вътрешните работи. Версията на Бълок е толкова различна от тази на останалите двама, че човекът от ВР не вярва на никого от тях и подозира и тримата. Жадна да изчисти името си, Монтоя следва няколко улики, които я довеждат до мястото на гангстерите, където са се намирали след престъплението.                                                                                          |       |                |                                              |                       |
| Забравените | 008   | Бойд Къркланд  | Джулс Денис, Ричард Мюлер и Шон Катрин Дерек | 8 октомври 1992 г.    |
| Когато хора започват да изчезват от улицата, Брус отива под прикритие като бедняк на име Гаф Морган за да разследва. Скоро разследването му приключва с амнезия и е накаран да работи с други отвлечени мъже в отдалечен и опасен минен лагер. |       |                |                                              |                       |
| Клоунът | 009   | Франк Пур      | Тед Педърсън и Стийв Хейс                    | 16 септември 1992 г.  |
| Синът на кмета Хил е отвлечен от Жокера на рождения си ден. Батман ги проследява до затворен увеселителен парк, и сега не само трябва да залови маниака, но и да спаси момчето. |       |                |                                              |                       |
| Двете лица на прокурора | 010   | Кевин Алтиери  | Алън Бърнет                                  | 25 септември 1992 г.  |
| Прокурорът Харви Дент крие от дълго време дълбока и тъмна тайна. Той има втора самоличност, която го прави не по-малко лош и от най-жестоките психопати в Готъм. Когато престпния бос Рупърт Торн научава за това и се опитва да го изнуди, всичко завършва с трагичен инцидент, оставил половината лице на Дент обезобразено, а лошата му страна е отключена и той започва нов живот, този на маниака Двуликия (в българския дублаж на БНТ е преведен като Две-Лица).                                                   |       |                |                                              |                       |
| Двете лица на прокурора, втора част | 011   | Кевин Алтиери  | Ранди Рогел                                  | 28 септември 1992 г.  |
| Прокурорът Харви Дент крие от дълго време дълбока и тъмна тайна. Той има втора самоличност, която го прави не по-малко лош и от най-жестоките психопати в Готъм. Когато престпния бос Рупърт Торн научава за това и се опитва да го изнуди, всичко завършва с трагичен инцидент, оставил половината лице на Дент обезобразено, а лошата му страна е отключена и той започва нов живот, този на маниака Двуликия (в българския дублаж на БНТ е преведен като Две-Лица).                                                   |       |                |                                              |                       |
| Никога не е твърде късно | 012   | Бойд Къркланд  | Том Рюгер                                    | 10 септември 1992 г.  |
| Мафиотският бос, Арнолд Стромуел, е на косъм да бъде убит от Рупърт Торн. Батман спасява Стромуел и трябва да го опази жив. |       |                |                                              |                       |
| Батман е в мазето ми | 013   | Франк Пур      | Сам Греъм и Крис Хюбел                       | 30 септември 1992 г.  |
| При опит да върне откраднато златно яйце от Пингвина, Батман е ранен и изпада в безсъзнание. За щастие, той е спасен от 12-годишно дете, което го скрива в мазето на дома си. Всичко зависи от малкия детектив да разбере как да върне Тъмния рицар към силите му, преди Пингвина да ги намери. |       |                |                                              |                       |
| Котката и Червеният нокът | 014   | Кевин Алтиери  | Шон Катрин Дерек и Лорън Брайт               | 5 септември 1992 г.   |
| Селина Кайл/Жената-котка, нова личност в живота както на Брус Уейн, така и на Батман, се замесва с опасни терористи. Групировката, водена от Червения нокът, планува да открадне чума, с което да поискат откуп от града. |       |                |                                              |                       |
| Котката и Червеният нокът, втора част | 015   | Дик Себаст     | Шон Катрин Дерек и Лорън Брайт               | 12 септември 1992 г.  |
| Селина Кайл/Жената-котка, нова личност в живота както на Брус Уейн, така и на Батман, се замесва с опасни терористи. Групировката, водена от Червения нокът, планува да открадне чума, с което да поискат откуп от града. |       |                |                                              |                       |
| Сърце от лед | 016   | Брус Тим       | Пол Дини                                     | 7 септември 1992 г.   |
| Мистър Фрийз, жадуващ за отмъщение срещу шефа на ГотКорп, който му е разрушил живота, започва да краде различни съоръжения от компанията му. Въпреки съчувствието на Батман към Фрийз, той трябва да го спре, преди да е използвал направеното оръдие, за да унищожи сграда, пълна с хора, за да получи отмъщението си. |       |                |                                              |                       |
| Невидимият | 017   | Дан Риба       | Мартин Паско                                 | 24 февруари 1993 г.   |
| Някъде в предградията на Готъм, малката Кимбърли Вентрис е често посещавана от нейния въображаем приятел – Моджо. Обаче, около това време, ценности от бижутерски магазин изчезват, като с магия. Батман разследва и се озовава в ситуация на битка с невидим човек! |       |                |                                              |                       |
| Сивият призрак | 018   | Бойд Къркланд  | Денис О'Флеърти и Том Рюгър                  | 4 ноември 1992 г.     |
| Батман осъзнава, че няколко бомбардировки в града са базирани на епизод от стар телевизионен сериал, с участието на любимия му герой от детството – Сивия призрак. Търсейки информация, Батман посещава актьора, който е играл ролята на телевизионния герой, който по-късно става главният заподозрян. |       |                |                                              |                       |
| Пророкът | 019   | Франк Пур      | Денис Маркс                                  | 6 октомври 1992 г.    |
| Брус Уейн става загрижен, когато някои от най-богатите му приятели са подмамени в едно измамно ню-ейдж Братство от Ностромос, измамник, представящ се за медиум. Брус се присъединява към Братството в опит да опровергае твърденията на злодея. Ностромос, предсказвайки падението на цивилизацията, кара последователите си да прехвърлят банковите си авоари в касите на Братството. |       |                |                                              |                       |
| Глинено лице, първа част | 020   | Дик Себаст     | Марв Улфмън и Майкъл Рийвс                   | 8 септември 1992 г.   |
| Мат Хаген, известен актьор, е пристрастен към a странен крем, произвеждан от лабораториите на Роланд Дагет. Този химикал му дава възможността да променя лицето си без грим, запазвайки външния си вид така, че публиката да не разбере, че е бил ужасно обезобразен при инцидент преди години. Но в замяна на това, Дагет го кара да „играе“ роли, които не са изцяло законни. Хаген решава, че иска още от крема, но в резултат от схватка, му е дадено голямо количество от него, което го превръща в Глиненото лице. |       |                |                                              |                       |
| Глинено лице, втора част | 021   | Кевин Алтиери  | Марв Улфмън и Майкъл Рийвс                   | 9 септември 1992 г.   |
| Мат Хаген, известен актьор, е пристрастен към a странен крем, произвеждан от лабораториите на Роланд Дагет. Този химикал му дава възможността да променя лицето си без грим, запазвайки външния си вид така, че публиката да не разбере, че е бил ужасно обезобразен при инцидент преди години. Но в замяна на това, Дагет го кара да „играе“ роли, които не са изцяло законни. Хаген решава, че иска още от крема, но в резултат от схватка, му е дадено голямо количество от него, което го превръща в Глиненото лице. |       |                |                                              |                       |
| Услуга за Жокер | 022   | Бойд Къркланд  | Пол Дини                                     | 11 септември 1992 г.  |
| Чарли Колинс, безобиден счетоводител, случайно попада на Жокера. Молейки се за живота си, той обещава на Жокера всичко, само и само за да остане поживен, като в замяна престъпникът кара Чарли да му на прави услуга. |       |                |                                              |                       |
| Вендета | 023   | Франк Пур      | Майкъл Рийвс                                 | 5 октомври 1992 г.    |
| Детектив Харви Бълок е обвинен в подозрение за убийство и отива в затвора. Батман, въпреки че двамата с Бълок не са в най-добри отношения, мисли че той е невинен. Разследването му показва, че истинският престъпник е Убиеца Крок, човек-крокодил, който иска да си отмъсти на Бълок, защото заради него е бил пратен в затвора преди години. |       |                |                                              |                       |
| Страхът на победителите | 024   | Дик Себаст     | Самюъл Уорън Джоузеф                         | 29 септември 1992 г.  |
| Плашилото се появява с нов химикал, задействащ се от повишаването на адреналина. Той го използва върху най-великите атлети на Готъм, като после прави залагания срещу тях. Дик Грейсън, още познат като Робин, научава за плана му, но докато се опитва да помогне на Батман в проследяването на Плашилото, Робин е инфектиран от химикала и страхът му започва. |       |                |                                              |                       |
| Кралят на часовниците | 025   | Кевин Алтиери  | Дейвид Уайз                                  | 21 септември 1992 г.  |
| Странни неща се случват в Готъм и всички свързани с времето – светофарите полудяват, влаковете в метрото дерайлират и др. Тези злини са причинени от Темпъл Фюгет, Часовникаря, който се опитва да злепостави кмета Хил. Най-накрая той го отвлича и го завързва за минутната стрелка на Часовниковата кула на Готъм. Ако Батман не успее да го сапси, преди часът да удари 3:15, Хил ще пъде размазан. |       |                |                                              |                       |
| Среща в Крайм Алий | 026   | Бойд Къркланд  | Джери Конуей                                 | 17 септември 1992 г.  |
| Всяка година по едно и също време, Батман пътува, за да се срещне с д-р Лесли Томпкинс. Този път обаче, поредица от опасности държат Батман в страни, успявайки да го накарат да изпусне срещата. Междувременно, Дагет е наел подпалвачи, за да се усигори, че частта от улица „Престъпност“ ще бъде в пламаци, за да направи път на новия му проект. |       |                |                                              |                       |
| Лудият шапкар | 027   | Франк Пур      | Пол Дини                                     | 12 октомври 1992 г.   |
| Лудия шапкар разработва форма за контрол над ума, която задейства, като поставя устройства в шапките на хората. Той използва това, за да впечатли Алис, жената в която е влюбен, превръщайки целия Готъм в стана на чудесата, задоволявайки всяко нейно желание. Когато научава, че е влюбена в друг, ревнивият Шапкар решава да използва контролираща си ума сила да разкара нейния обожател. |       |                |                                              |                       |
| Сънища в мрака | 028   | Дик Себаст     | Джудит и Гарфийлд Рийвс-Стивънс              | 3 ноември 1992 г.     |
| Когато Батман се опитва да осуети плана на Плашилото да отрови водния запас на Готъм с химикал, причиняващ постоянни кошмари и халюцинации, той бива инфектиран от сместа. Неспособен да различава реалност от фантазия, Батман е вкаран в Аркам. Той трябва да намери начин да избяга и да спре Плашилото, преди да е потопил гражданите на Готъм в един безкраен кошмар. |       |                |                                              |                       |

## Том 2
| Заглавие | Номер | Режисьор              | Сценарий                         | Първо излъчване в САЩ |
| --- | ----- | --------------------- | -------------------------------- | --------------------- |
| Вечна младост | 029   | Кевин Алтиери         | Бет Борнстийн                    | 23 септември 1992 г.  |
| Здравен център, рекламиращ подмладяваща отвара примамва Алфред и приятелката му Маги Пейдж да го посетят. Всъщност, той е ръководен от Отровната Айви, която използва нова форма на хлорофил, за да превръща хората в дървета. |       |                       |                                  |                       |
| Може би сънуваш | 030   | Бойд Къркланд         | Лорън Брайт и Майкъл Рийвс       | 19 октомври 1992 г.   |
| Брус Уейн се събужда, за да разбере, че най-голямото му желание се е сбъднало: родителите му не са мъртви и той не е и никога не е бил Батман. Не само това, но и е сгоден за Селина Кайл. От начало е в екстаз, но редица следи го карат да стигне до заключението, че понякакъв начин това е една изпипана фасада. Задачата му да разбере истината впоследствие поставя Брус срещу Батман в сюрреалистична битка на една църковна кула. |       |                       |                                  |                       |
| Маската и наметалото | 031   | Франк Пур             | Ейлиът С. Магин                  | 14 октомври 1992 г.   |
| Батман разследва кражба на преносими бондове, предназначени за гладуващите хора в Белохърватия. Един заподозрян е баров Вакло Йозек, европейски аристократ. Той се среща с Йозек, който му казва, че Джозая Уормууд, специалистът по капани е отговорен за кражбата. Йозек се свързва с Уормууд и му поставя задача – да използва таланта си, за да му донесе наметалото и маската на Батман. |       |                       |                                  |                       |
| Сметки за уреждане, първа част | 032   | Дик Себаст            | Ранди Рогел                      | 7 февруари 1993 г.    |
| Когато Батман и Робин спират изнудване, Батман научава името на шефа на бандата. За изненада на Робин, той отказва да допусне Робин да продължи разследването с него, предпочитайки да работи сам вместо това. Когато Робин разкрива истината, той открива, че случаят е свързан с Тони Зуко, гангстерът, отговорен за смъртта на родителите му. Робин се отправя в преследване на Тони Зуко, въпреки забраната на Батман да го прави. |       |                       |                                  |                       |
| Сметки за уреждане, втора част | 033   | Дик Себаст            | Ранди Рогел                      | 14 февруари 1993 г.   |
| Когато Батман и Робин спират изнудване, Батман научава името на шефа на бандата. За изненада на Робин, той отказва да допусне Робин да продължи разследването с него, предпочитайки да работи сам вместо това. Когато Робин разкрива истината, той открива, че случаят е свързан с Тони Зуко, гангстерът, отговорен за смъртта на родителите му. Робин се отправя в преследване на Тони Зуко, въпреки забраната на Батман да го прави. |       |                       |                                  |                       |
| Смеещата се риба | 034   | Брус Тим              | Пол Дини                         | 10 януари 1993 г.     |
| Жокера е разработил химикал, който слага „жокерска“ усмивка на рибите. Той посещава офисите на Готъм за авторско право, настоявайки за авторско право над рибата си. Когато изплашените бюрократи му казват, че такова авторско право е невъзможно, той заплашва да ги убие един по един, докато не получи това, което иска. |       |                       |                                  |                       |
| Нощта на нинджата | 035   | Кевин Алтиери         | Стийв Пери                       | 26 октомври 1992 г.   |
| Различни компании на Уейн Ентърпрайзис са обрани от мистериозна фигура, позната като Нинджата. Батман и Робин разкриват, че Нинджата всъщност е Кьодай Кен, единственият човек, който е можел да победи Брус Уейн, когато са изучавали бойни изкуства заедно като момчета в Япония. Брус разкрива опита на Кьодай да обере доджото, от което е бил изгонен и сега се е върнал за отмъщение. |       |                       |                                  |                       |
| Котешка треска | 036   | Бойд Къркланд         | Шон Катерин Дерек                | 5 ноември 1992 г.     |
| Докато търси изчезналата си котка, Селина Кайл разкрива плана на индустриалиста Роланд Дагет и неговия учен от компанията му, професор Майло, да заразят животните с болест, която ще се разпръсне из града и накрая ще инфектира и човешкото население. Дагет, разбира се, държи единственото лекарство, като обмисля да го представи на пазара. Не само ще му спечели милиони, но ще му даде и нов имидж на публичен герой. Когато самата Жена-котка се заразява с болестта, Батман се надпреварва с времето да я спаси и да спре пъкления план преди инфектираните животни да бъдат пуснати. |       |                       |                                  |                       |
| Тайната на Брус Уейн | 037   | Франк Пур             | Дейвид Уайз                      | 29 октомври 1992 г.   |
| Когато съдия Варгас, приятелка на Брус Уейн, е изнудвана от д-р Хюго Стрейндж, Брус пътува до здравния курорт на Стрейндж в Юка Спрингс, за да разследва. Стрейндж е изобретил машина, която може да вижда мислите на хората и той използва това върху Брус Уейн, за да открие, че Брус е Батман. Тогава той се опитва да продаде тайната самоличност на Батман на търг на Жокера, Две-Лица и Пингвина. |       |                       |                                  |                       |
| Сърце от стомана, първа част | 038   | Кевин Алтиери         | Брейн Стивънс                    | 16 ноември 1992 г.    |
| Високо-технологични тайни са откраднати от Уейн Ентърпрайзис от робот и Барбара Гордън подозира, че баща ѝ не е всъщност себе си. Двата случая водят до плана на ХАРДАК, компютър с изкуствен интелект, създаден от Карл Росъм, да замести хората с машини. Скоро Батман разследва, само за да постави самоличността и живота си на границата. |       |                       |                                  |                       |
| Сърце от стомана, втора част | 039   | Кевин Алтиери         | Брейн Стивънс                    | 17 ноември 1992 г.    |
| Високо-технологични тайни са откраднати от Уейн Ентърпрайзис от робот и Барбара Гордън подозира, че баща ѝ не е всъщност себе си. Двата случая водят до плана на ХАРДАК, компютър с изкуствен интелект, създаден от Карл Росъм, да замести хората с машини. Скоро Батман разследва, само за да постави самоличността и живота си на границата. |       |                       |                                  |                       |
| Ако си умен, защо не си богат? | 040   | Ерик Радомски         | Дейвид Уайз                      | 18 ноември 1992 г.    |
| Когато Едуард Нигма, създателят на компютърната игра „Гатанката на Минотавъра“, настоява за дяла си от приходите, той е уволнен. Нигма се заклева в отмъщение и години по-късно, когато бившият му шеф си продава компанията, Нигма прави своя ход под нова дегизировка, тази на Гатанката! |       |                       |                                  |                       |
| Жокер в колодата | 041   | Бойд Къркланд         | Пол Дини                         | 19 ноември 1992 г.    |
| Разяреният Жокер бяга от лудница Аркам, когато научава, че милиардерът-строител Камерън Кейсър е построил казино, вземайки образа на злия клоун. |       |                       |                                  |                       |
| Тигре, тигре | 042   | Франк Пур             | Майкъл Рийвс и Ранди Рогел       | 30 октомври 1992 г.   |
| Селина Кайл е отвлечена от генетичния инженер д-р Емил Дориан и става последният му експеримент да осигури женска на своя хибрид между човек и котка, на име Тайгръс. Батман научава това и идва на острова да спаси Селина. Той е хванат и вкаран в смъртоносна игра на котка и летяща мишка, докато Тайгръс преследва Батман из джунглите на острова. |       |                       |                                  |                       |
| Върколакът | 043   | Дик Себаст            | Лен Уийн                         | 11 ноември 1992 г.    |
| Батман разследва появата на вълко-подобно същество в Готъм, без да осъзнава, че чудовището всъщност е един от сърдружниците на Брус – Антъни Ромулус, бивш олимпийски шампион и медиен говорител. |       |                       |                                  |                       |
| Денят на самурая | 044   | Брус Тим              | Стийв Пери                       | 23 февруари 1993 г.   |
| Кьодай Кен отвлича дъщерята на Йору Сенсей, инструкторът по бойни изкуства, който е преподавал на Кьодай и Брус. Откупът, който Нинджата иска за нея, е свитък, който показва мястото на легендарното Смъртоносно докосване. |       |                       |                                  |                       |
| Чудовището | 045   | Бойд Къркланд         | Стийв Пери и Марк Сарацени       | 12 ноември 1992 г.    |
| Когато прилеп с размерите на човек преобръща пристанището на Готъм наопъки, Батман подозира, че д-р Кърк Ленгстром се е върнал към старите си номера, взимайки формулата за Човека-прилеп отново. Батман не е единственият. Съпругата на Кърк, Франсин, е толкова недоверчива към съпруга си, че решава да го напусне. След по-задълбочено разследване, Батман открива, че Човека-прилеп вече не е Кърк, а някой друг. |       |                       |                                  |                       |
| Безмалко да го убия | 046   | Ерик Радомски         | Пол Дини                         | 10 ноември 1992 г.    |
| Докато се крият от полицията, Жокера, Пингвина, Две-Лица, Отровната Айви и Крок се събират в клуб за престъпници, за да играят карти и да си разказват истории за общия им враг. |       |                       |                                  |                       |
| От един дол дренки | 047   | Франк Пур             | Чък Менвил                       | 8 февруари 1993 г.    |
| Вероника Врийлан търси начин да създаде голяма изненада със следващото си парти и ѝ идва идеята да покани престъпник – особено ако е такъв чиито маниери ще причинят възмущение. Пингвина идеално пасва за това. Докато убеждава Пингвина да дойде на паертито ѝ, Вероника разбира. От своя страна, Пингвина започва да се влюбва в нея. |       |                       |                                  |                       |
| Виртуална реалност | 048   | Дик Себаст            | Марти Айзенбърг и Робърт Н. Скър | 24 ноември 1992 г.    |
| Търсейки да докаже веднъж и завинаги, че неговият ум е най-недостижимият, Гатанката примамва Батман в игра на решаване на гатанки в компютърна игра от виртуална реалност. По време на решаването на гатанките и измъкването от капаните на Гатанката, Батман научава, че е способен да манипулира пейзажа на виртуалната реалност, също както Гатанката. |       |                       |                                  |                       |
| Аз съм нощта | 049   | Бойд Къркланд         | Майкъл Рийвс                     | 10 ноември 1992 г.    |
| На годишнината от смъртта на родителите на Брус, Батман придружава Лесли Томпкинс до Алеята на престъпността да сложат рози на мястото където са били убити. Междувременно, комисар Гордън е на акция по арестуването на Джазмен. Батман е обещал да бъде там, но пристига късно, за да открие, че е започнала престрелка. Той помага в разгромяването на гангстерите и арестува Джазмен, но нависока цена – Гордън е ранен на няколко места. |       |                       |                                  |                       |
| Извън равновесие | 050   | Кевин Алтиери         | Лен Уийн                         | 26 ноември 1992 г.    |
| Докато е по следите на граф Вертиго, Батман среща Талия, дъщерята на ръководителя на Обществото на сенките, която е изпратена от баща си да предотврати кражбата на свръх-звуково оръжие, което графът е откраднал. Но след като самоличността му е по погрешка разкрита на Талия, Батман остава на щрек, за това към кого е лоялна всъщност. |       |                       |                                  |                       |
| Мъжът, който уби Батман | 051   | Брус Тим              | Пол Дини                         | 1 февруари 1993 г.    |
| Когато местен гангстер привидно убива Батман в нещастен случай, той се замесва с банди из цял Готъм, в това число Жокера и Рупърт Торн. |       |                       |                                  |                       |
| Глиненият човек | 052   | Ерик Радомски         | Алън Бърнет                      | 15 септември 1993 г.  |
| Глинено лице се разпада – буквално. Неговото глине-подобно тяло на практика се раздробява. За щастие, жена, която той познава от дните си на филмова звезда, работи по лекарство. Както и да е, Хаген е принуден да краде пари, за да плати скъпите съставки на лекарството. |       |                       |                                  |                       |
| Престъпният доктор | 053   | Франк Пур             | Майк Бар и Лорън Брайт           | 17 септември 1993 г.  |
| Д-р Матю Торн, загубил медицинското си разрешително и принуден да стане престъпния доктор от по-малкия си брат, престъпния бос Рупърт Торн, трябва да направи деликатна операция на Рупърт. Той не може да се справи сам и отвлича д-р Лесли Томпкинс, за да му асистира. Батман разбира за изчезването на Лесли и бърза да я открие. |       |                       |                                  |                       |
| Затана | 054   | Дик Себаст и Дан Риба | Пол Дини                         | 2 февруари 1993 г.    |
| Когато очарователната илюзионистка Затана е обвинена в обир по време на изпълнението си, Батман се отправя в нейна защита. Затана е благодарна, въпреки че е малко объркана от устремеността на Черния рицар да докаже невинността ѝ, но двамата герои се убединяват и използват уменията, на които баща ѝ Затара ги е научил, да разкрият и преборят злия илюзионист. |       |                       |                                  |                       |
| Механикът | 055   | Кевин Алтиери         | Стийв Пери и Лорън Брайт         | 24 януари 1993 г.     |
| Вблагодарение на нещастен случай по време на високо-скоростно преследване, Батмобилът е на практика разрушен. След като Батман завежда колата прил личния си механик, Ърл Купър, Пингвина прави своя ход и разбарниква Батмобила, поставяйки го под свой контрол. |       |                       |                                  |                       |
| Харли и Айви | 056   | Бойд Къркланд         | Пол Дини                         | 18 януари 1993 г.     |
| След като е изгонена от Жокера, Харли Куин формира партньорство с Отровната Айви и двете стават Кралиците на престъпността в Готъм, а Жокера не е доволен. |       |                       |                                  |                       |

## Том 3
| Заглавие | Номер | Режисьор      | Сценарий                              | Първо излъчване в САЩ |
| --- | ----- | ------------- | ------------------------------------- | --------------------- |
| Сянката на прилепа, първа част | 057   | Франк Пур     | Брейн Стивънс                         | 13 септември 1993 г.  |
| Когато Гордън е натопен за взимане на подкупи от Рупърт Торн, дъщеря му Барбара кара Батман да се появи на събрание, свикано в защита на комисаря. Но когато Батман изчезва, след като разкрива кой стои зад това, Барбара взима закона в свои ръце като Батгърл. |       |               |                                       |                       |
| Сянката на прилепа, втора част | 058   | Франк Пур     | Брейн Стивънс                         | 14 септември 1993 г.  |
| Когато Гордън е натопен за взимане на подкупи от Рупърт Торн, дъщеря му Барбара кара Батман да се появи на събрание, свикано в защита на комисаря. Но когато Батман изчезва, след като разкрива кой стои зад това, Барбара взима закона в свои ръце като Батгърл. |       |               |                                       |                       |
| Сляп като прилеп | 059   | Дан Риба      | Майк Ъндърууд и Лен Уийн              | 22 февруари 1993 г.   |
| Пингвина вкарва в действие план за кражбата на брониран хеликоптер и докато трае акцията, Брус Уейн временно ослепява. Д-р Лесли Томпкинс дава на Брус стриктни инструкции да бъде с превръзка на очите за 48 часа или ще рискува да загуби зрението си завинаги. Но когато Пингвина започва да използва оръжията на хеликоптера, за да тероризира Готъм, от Батман зависи дали ще го спре – със зрение или без. |       |               |                                       |                       |
| Задачата на демона, първа част | 060   | Кевин Алтиери | Денис О'Нийл                          | 3 май 1993 г.         |
| Когато Робин е мистериозно отвлечен от колежа, Батман започва безплодно търсене, доакто не бива поразен от внезапната поява на Рейш Ал Гул в Батпещерата. Рейш разкрива, че дъщеря му, Талия, е била отвлечена по подобен начин и че извършителите може да са същите. Във втората част Батман научава, че Рейш е фанатик с план да унищожи жителите на Земята и да я насели отново. |       |               |                                       |                       |
| Задачата на демона, втора част | 061   | Кевин Алтиери | Денис О'Нийл                          | 4 май 1993 г.         |
| Когато Робин е мистериозно отвлечен от колежа, Батман започва безплодно търсене, доакто не бива поразен от внезапната поява на Рейш Ал Гул в Батпещерата. Рейш разкрива, че дъщеря му, Талия, е била отвлечена по подобен начин и че извършителите може да са същите. Във втората част Батман научава, че Рейш е фанатик с план да унищожи жителите на Земята и да я насели отново. |       |               |                                       |                       |
| Силиконова душа | 062   | Бойд Къркланд | Марти Айзенбърг и Робърт Н. Скър      | 20 ноември 1992 г.    |
| Когато имитатор на Батман се появява в град Готъм, истинският Батман прави заключението, че Карл Росъм е замесен по някакъв начин и се среща с него. Тогава другият Батман се появява и двама се сбиват. След като двойникът се измъква, той започва своята кампания за пресъздаване на целите на ХАРДАК за едно ново общество от роботи. |       |               |                                       |                       |
| Огън от Олимп | 063   | Дан Риба      | Джудит и Гарфийлд Рийвс-Стивънс       | 24 май 1993 г.        |
| Вярвайки, че е прероденият гръцки бог Зевс, лудият корабен магнат Макси Зевс открадва експериментално електрическо оръдие. Поставяйки го на върха на своя небостъргач, Макси планира да засипе порочните смъртни в Готъм със светкавици. |       |               |                                       |                       |
| Чети по устните ми | 064   | Бойд Къркланд | Алън Бърнет и Майкъл Рийвс            | 10 май 1993 г.        |
| Готъмската полиция търпи неуспехи с поредица от престъпления, изпълнинени с изключителна прецизност. Батман разследва и открива, че престъпленията са планирани от гангстер, известен като Белязания. За свое изумление Батман още открива, че Белязания е дървена кукла, контролирана от кротък човек, наричан Вентрилоквиста. |       |               |                                       |                       |
| Куклите | 065   | Франк Пур     | Пол Дини                              | 16 септември 1993 г.  |
| Богаташката Вероника Врийланд се връща от Централна Америка, носейки ръчноизработени кукли за приятелите си. Според една легенда, след като бъдат поставени под възглавница, куклите отнемат страха на спящия. Без Вероника и гостите ѝ да подозират обаче, всяка кукла съдържа микрочип, който насъжда хипнотични внушения в мозъците им, дори и в този на Брус. |       |               |                                       |                       |
| Фермата | 066   | Бойд Къркланд | Майкъл Рийвс                          | 3 май 1994 г.         |
| По пътя към щатски затвор Крок успява да се измъкне и да вкара Батман в опасно преследване през пустошта. След като временно успява да разкара Батман настрана, влечуго-подобният търси убежище при група оттеглили се циркови артисти и ги убеждава да им помогне. Когато Батман пристига, Крок и останалите се съюзяват срещу него. |       |               |                                       |                       |
| Куршум за Бълок | 067   | Франк Пур     | Майкъл Рийвс                          | 14 септември 1995 г.  |
| Най-коравото ченге на Готъм – Харви Бълок, е набелязан от неизвестен нападател. След като ан няколко пъти една оцелява, без особено голямо желание Бълок се обръща към Батман за помощ относно опитите за убийство. По време на разследването им Булок научава, че дразнещият му характер му е създал неподозирани врагове. |       |               |                                       |                       |
| Процесът | 068   | Дан Риба      | Пол Дини и Брус Тим                   | 16 май 1994 г.        |
| Най-смъртоносните престъпници на Готъм – Жокера, Две-Лица, Лудия шапкар, Вентрилоквиста, Харли Куин и Отровната Айви, отвличат Батман и го подлагат на процес в лудница Аркам. Последната надежда на Черния рицар е в прокурорката Джант Ван Дорн, която, въпреки че не харесва Батман, е принудена да защитава живота му, както и нейния собствен. |       |               |                                       |                       |
| Аватар | 069   | Кевин Алтиери | Майкъл Рийвс                          | 9 май 1994 г.         |
| Загадъчен египетски свитък, дарен на Готъмския университет от Брус Уейн, е откраднат от Рейш Ал Гул. Батман и Талия трябва ад се съюзят, за да попречат на Рейш Ал Гул да разкрие тайните на свитъка за живота и смъртта. Пътуването им ги отвежда до скрит храм, скрит дълбоко под египетската пустиня. Там Черния рицар участва в ужасяваща битка с древна египетска магьосница, която иска да убие него и всички останали.                                                                                        |       |               |                                       |                       |
| Къща с градина | 070   | Бойд Къркланд | Пол Дини                              | 2 май 1994 г.         |
| Отровната Айви не само е пусната от Аркам, но се е и омъжила за своя доктор и се е установила, за да му помага с отглеждането на двамата му сина. Въпреки това, младите богати ергени на Готъм биват отравяни и обирани по начин, наподобяващ старите престъпления на Айви. Всичко става лично, когато Дик Грейсън е отвлечен мистериозно. Айви ли е виновна за това и ако да, как Батман може да го докаже? |       |               |                                       |                       |
| Злото трио | 071   | Франк Пур     | Алън Бърнет и Майкъл Рийвс            | 11 септември 1995 г.  |
| Трима богати и отегчени приятели на Брус Уейн решават да търсят нови вълнения, ставайки престъпници. Като Лисицата, Акулата и Лешояда, Злото трио се заема с Готъм, докато не се сблъсква с Батман. |       |               |                                       |                       |
| Шоуто на Харли | 072   | Кевин Алтиери | Пол Дини                              | 23 май 1994 г.        |
| Батман и Робин формират несигурно съюзничество с Харли Куин, за да могат да научат къде Жокера е скрил открадната атомна бомба. Харли ги води на щуро издирване из Готъм, а впоследствие в смъртоносен сблъсък със самия Клоун принц на престъпността. Харли е разкъсвана между обещанието си да помогне на Батман и извратената си любов към Жокера. |       |               |                                       |                       |
| Времето изтече | 073   | Дан Риба      | Алън Бърнет                           | 8 октомври 1994 г.    |
| Часовникаря се завръща, за да се погрижи за вендетата си към кмета Хил. Обсебеният с часовниците престъпник се надява да убие Хил с помощта на откраднато изобретение, позволяващо му да огъва времето и да се движи с изключителна бързина. Осигурявайки си още едно устройство от създателя му, Батман и Робин се заемат с Часовникаря в яростна, високоскоростна битка за живота на кмета. |       |               |                                       |                       |
| Котка в музея | 074   | Бойд Къркланд | Пол Дини                              | 13 септември 1995 г.  |
| Желаеща да се върне към старите си занимания като Жената-котка, Селина Кайл се съюзява с Вентрилоквиста и Белязания, за да унижи богатшката Вероника Врийланд. Истинската жертва обаче е Жената-котка, която тайно е изиграна от Белязания да обере пешкира за друг грабеж. Батман трябва да се намеси преди разярената котка да влоши нещата, убивайки Вентрилоквиста. |       |               |                                       |                       |
| Бейн | 075   | Кевин Алтиери | Мич Брайън                            | 10 септември 1994 г.  |
| Батман се изправя срещу най-силния си враг дотогава – химически подобрения наемен убиец, Бейн. В началото той е нает от Руоърт Торн да убие Батман, но плановете му са да превземе криминалната империя на Торн след премахването на Батман. Това е битка на живот и смърт за Готъм между Батман и човека, който се е зарекъл да го пречупи. |       |               |                                       |                       |
| Бейби | 076   | Дан Риба      | Пол Дини                              | 1 октомври 1994 г.    |
| Бивша детска актриса, която вече е пораснала и обезумяла, отвлича телевизионното си семейство и ги държи като заложници на изоставена снимачна площадка. Докато Робин работи бързо по освобождаването на актьорите от смъртоносния капан на Кукличката, Батман преследва малкото дяволче в един лунапарк. |       |               |                                       |                       |
| Лъвът и еднорогът | 077   | Бойд Къркланд | Даян Дуейн, Филип Морууд и Стийв Пери | 15 септември 1995 г.  |
| Международният терорист Червения нокът отвлича Алфред, когаато икономът посещава родната си Англия. Изглежда, че Алфред някога е работил за британските тайни служби и Червения нокът е разбралаа, че му е бил поверен код за изстрелването на скрити ракети с широк обхват. Батман и Робин трябва да спасят Алфред преди тя да е научила кода или в противен случай ще използва ракетите, за да накара Англия да коленичи.                                                                                          |       |               |                                       |                       |
| Наследникът | 078   | Кевин Алтиери | Кевин Алтиери, Пол Дини и Брус Тим    | 12 септември 1995 г.  |
| При опит да спаси един от безсмъртните си последователи от една болница, Рейш Ал Гул разказва на Батман и Робин история от загадъчното си минало. Заедно с тях научаваме за опитите на Рейш през 19 век да унищожи новопостроена железопътна линия и да поеме контрол над американското правителство. Единственият човек, който стои на пътя му, е ренегатът ловец на глави, Джона Хекс. В изненадващ край е разкрито как битката на Рейш с Хекс е свързана с тази с Батман в настоящето.                            |       |               |                                       |                       |
| Панаирът на играчките | 079   | Дан Риба      | Алън Бърнет, Пол Дини и Ранди Рогел   | 24 септември 1994 г.  |
| След освобождаването си от Аркам Гатанката мигновено се превръща в знаменитост със собствена линия от играчки и игри. Скоро той става богат, харесван и щастлив, с изключение на това, че все още не е успял да надвие Батман в битката им за надхитряване. Осъзнавайки, че той е все още обзет с побеждаването на Черния рицар и че тази мания ще го съсипе, Гатанката примамва Батман в смъртоносен капан, за да се отърве от опенента си и да приключи играта на гатанки.                                         |       |               |                                       |                       |
| Втори шанс | 080   | Бойд Къркланд | Пол Дини и Майкъл Рийвс               | 17 септември 1994 г.  |
| Точно преди влизане в операция, която ще възстанови лицето му, Харви Дент (Две-Лица) е отвелечен от загадъчен злодей. Батман и Робин се разделят, за да заловят престъпния ум зад тази схема. Пингвина ли е виновен, Рупърт Торн, или някой друг с по-лична причина, за да мрази Харви Дент? |       |               |                                       |                       |
| Ваканцията на Харли | 081   | Кевин Алтиери | Пол Дини                              | 15 октомври 1994 г.   |
| Харли Куин е пусната от лудница Аркам и се опитва да води нормален живот. Изглежда, че тя просто не може да стои настрана от бедите и когато настъпва недоразумение, Харли влошава ситуацията, открадвайки колата на Брус Уейн и отвличайки Вероника Врийланд. Започва лупо преследване, което включва не само Батман и Робин, а също полицията, армията, както и най-опасните гангстери на Готъм. |       |               |                                       |                       |
| Тъмничарят | 082   | Дан Риба      | Пол Дини                              | 19 ноември 1994 г.    |
| Няколко пациенти в Аркам се оплакват от Лайл Болтън, садистичния шеф на охраната в лудницата. Когато Болтън е уволнен, той се заклева да отмъсти на истинските лунатици в обществото, а именно хората от властта, чиято политика е превърнала Готъм в рай за престъпността. Приемайки самоличността на Тъмничаря, Болтън отвлича няколко видни граждани и ги заключва в изоставен затворнически кораб. От Батман и Робин зависи да се изправят срещу Тъмничаря и да се борят за живота на несправедливо затворените. |       |               |                                       |                       |
| Да станеш за смях | 083   | Бойд Къркланд | Пол Дини и Ранди Рогел                | 5 октомври 1994 г.    |
| В град Готъм започва серия от луди престъпления, извършвани от чудати злодеи. Батман и Робин разследват и откриват, че „престъпниците“ са всъщност известни комедианти, чиито мозъци са промити от Жокера. Изглежда, че преди година комедиантите са изхвърлили дегизирания Жокер от Годишната комедийна надпревара на Готъм и в замяна завистливият клоун се е заклел да разруши репутациите им. |       |               |                                       |                       |
| Ледена епоха | 084   | Кевин Алтиери | Пол Дини и Брус Тим                   | 26 ноември 1994 г.    |
| Мистър Фрийз е измъкнат от Аркам от застаряващия милиардер Грант Уокър, който иска да замрази света и да го пресъздаде според свой дизайн. Батман и Робин се внедряват в подводния град на милиардера и се бият с високотехнологични роботи, както и със самия Мистър Фрийз, който е решил да удовлетвори желанието на Уокър и да довете Земята до нова ледена епоха. |       |               |                                       |                       |
| Завръщането на Батгърл | 085   | Дан Риба      | Майкъл Рийвс и Брейн Стивънс          | 12 ноември 1994 г.    |
| Барбара Гордън се е отказала от довйнствения си живот като Батгърл. Но това трае, докато рядка статуя не е открадната от музея на университета ѝ. Всички следи водят към Жената-котка, но когато Батгърл разследва, тя открива, че извършителят на престъплението всъщност е друг. |       |               |                                       |                       |

## Том 4 – Новите приключения на Батман
| Заглавие | Номер | Режисьор        | Сценарий                       | Първо излъчване в САЩ | Първо излъчване в България |
| --- | ----- | --------------- | ------------------------------ | --------------------- | -------------------------- |
| Рицари по Коледа | 001   | Дан Риба        | Пол Дини                       | 13 септември 1997 г.  | 12 август 2009 г.          |
| Епизодът представя три отделни случая около Коледа, включващи Глинено лице, Харли и Айви, и Жокера, като завършва с ежегодната среща на Батман и комисар Гордън на по чаша кафе.                                                       |       |                 |                                |                       |                            |
| Греховете на бащите | 002   | Кърт Геда       | Рич Фогел                      | 20 септември 1997 г.  | 13 август 2009 г.          |
| Планът на Двуликия да заплашва Готъм довежда малолетния престъпник Тим Дрейк до вниманието на Батман. |       |                 |                                |                       |                            |
| Студена утеха | 003   | Дан Риба        | Хилъри Джей Бейдър             | 11 октомври 1997 г.   | 14 август 2009 г.          |
| Мистър Фрийз, който крие обеспокоителна тайна за здравето си, се връща в Готъм с нова причина за ярост, а именно това какво ценят хората.                                                                                              |       |                 |                                |                       |                            |
| Двойна игра | 004   | Кърт Геда       | Робърт Гудмън                  | 22 ноември 1997 г.    | 17 август 2009 г.          |
| Вентрилоквиста Арнолд Уескър е излекуван и пуснат от Аркам, но старата банда на Белязания си го иска обратно. |       |                 |                                |                       |                            |
| Услуга за услуга | 005   | Бъч Лъкиц       | Хилъри Джей Бейдър             | 15 ноември 1997 г.    | 18 август 2009 г.          |
| В услията си да разбие трафикантска група, Найтуинг се съюзява с Жената-котка, въпреки противопоставянето на Батман и Батгърл. |       |                 |                                |                       |                            |
| Край на страха | 006   | Кенджи Хачизаки | Стан Бърковиц                  | 1 ноември 1997 г.     | 19 август 2009 г.          |
| Новият план на Плашилото, свързан с елиминирането на страха у гражданите на Готъм, оставя Батман под влиянието на газа с ужасяващи последици.                                                                                          |       |                 |                                |                       |                            |
| Милионите на Жокера | 007   | Дан Риба        | Пол Дини                       | 21 февруари 1998 г.   | 20 август 2009 г.          |
| Криминален бос и враг на Жокера умира, оставяйки му масивното си състояние, което позволява на Жокера завинаги да се откаже от престъпния живот или поне го кара той да си мисли така.                                                 |       |                 |                                |                       |                            |
| Любовна мъка | 008   | Ацуко Танака    | Пол Дини и Робърт Гудмън       | 28 февруари 1998 г.   | 21 август 2009 г.          |
| Тим се запознава с изгубено момиче на улицата, преследвано от мъж, представящ се за баща ѝ. Може ли да я защити? |       |                 |                                |                       |                            |
| Любовта е крокодил | 009   | Бъч Лъкиц       | Стив Гърбър                    | 11 юли 1998 г.        | 24 август 2009 г.          |
| Кукличката, недоволна от новия си нормален живот, намира нов смисъл, влюбвайки се в грубия Крок. |       |                 |                                |                       |                            |
| Несподелена любов | 010   | Кърт Геда       | Рич Фогел                      | 13 юни 1998 г.        | 25 август 2009 г.          |
| Отхвърленият експерт по пиротехниката Гарфийлд Линс приема самоличността на Светулката и започва да дебне бившата си приятелка – поп идола Касиди.                                                                                     |       |                 |                                |                       |                            |
| Да живееш за тръпката | 011   | Дан Риба        | Хилъри Джей Бейдър             | 14 юли 1998 г.        | 26 август 2009 г.          |
| Наглата тактика на новата крадла в града, живеещата за тръпката Рокси Ракетата, привлича негативното внимание на Пингвина. |       |                 |                                |                       |                            |
| Границата е прекрачена | 012   | Юичиро Яно      | Пол Дини                       | 23 май 1998 г.        | 27 август 2009 г.          |
| Смъртта на Батгърл навлича целия гняв на Джим Гордън върху Батман, заплашвайки да унищожи всичко, за което Брус Уейн се е борил някога.                                                                                                |       |                 |                                |                       |                            |
| Сезони | 013   | Хироюки Аояма   | Хилъри Джей Бейдър             | 4 май 1998 г.         | 28 август 2009 г.          |
| Обезобразен и забравен модел приема самоличността на Календарното момиче търси отмъщение срещу корпоративните сили, които са я отвели.                                                                                                 |       |                 |                                |                       |                            |
| Фермата | 014   | Дан Риба        | Стив Гърбър и Джо Р. Лансдейл  | 19 септември 1998 г.  | 31 август 2009 г.          |
| Появата на огромни и чудовищни животни в Готъм кара Батман да проследи началото им до учен по генетика с чувство за провинциалния северозапад.                                                                                         |       |                 |                                |                       |                            |
| Култ към котката | 015   | Бъч Лъкиц       | Пол Дини и Стан Бърковиц       | 18 септември 1998 г.  | 31 август 2009 г.          |
| Жената-котка разгневява култ на поклонници на котки, открадвайки техните скъпоценности и търси помощ при Батман. |       |                 |                                |                       |                            |
| Номерът на животните | 016   | Кърт Геда       | Хилъри Джей Бейдър             | 26 септември 1998 г.  | 1 септември 2009 г.        |
| Пристигането на стария цирк на Дик Грейсън в града съвпада със странните кражби, извършвани от циркови животни. Хората от цирка ли са виновни?                                                                                         |       |                 |                                |                       |                            |
| Стари рани | 017   | Кърт Геда       | Рич Фогел                      | 3 октомври 1998 г.    | 2 септември 2009 г.        |
| Дик завършва колеж и това отприщва едно дълго сдържано негодуване към Брус, кулминиращо в отказването му от това да бъде Робин завинаги.                                                                                               |       |                 |                                |                       |                            |
| Демонът | 018   | Ацуко Танака    | Ръсти Джорноел и Стан Бърковиц | 9 май 1998 г.         | 3 септември 2009 г.        |
| Брус купува мистично желязо за дамгосване на приятеля си Джейсън Блъд, но момчето-вещер Кларион иска да го отмъкне. |       |                 |                                |                       |                            |
| Легенди за Тъмния рицар | 019   | Дан Риба        | Робърт Гудмън и Брус Тим       | 10 октомври 1998 г.   | 4 септември 2009 г.        |
| Три хлапета от Готъм, фенове на Батман, споделят версиите си, за това кой или какво е Батман. |       |                 |                                |                       |                            |
| Нощта на момичетата | 020   | Кърт Геда       | Хилъри Джей Бейдър             | 17 октомври 1998 г.   | 7 септември 2009 г.        |
| Когато Електра се съюзява с Харли и Айви, единствените хора които могат да ги спрат са Супергърл и Батгърл. |       |                 |                                |                       |                            |
| Луда любов | 021   | Бъч Лъкиц       | Пол Дини и Брус Тим            | 16 януари 1999 г.     | 8 септември 2009 г.        |
| Харли Куин разказва как се е превърнала в помощница на Жокера, а после се опитва да изпълни един от плановете на му, за да премахне Батман от пътя на любовта им завинаги.                                                             |       |                 |                                |                       |                            |
| Химия | 022   | Бъч Лъкиц       | Стан Бърковиц                  | 24 октомври 1998 г.   | 9 септември 2009 г.        |
| Сезонът на сватбите е: Вероника Врийлънд най-накрая се омъжва, а Брус Уейн е влюбен в жена, която е срещнал на сватбата на Рони. Дали това е съвпадение?                                                                               |       |                 |                                |                       |                            |
| Гаднярът | 023   | Дан Риба        | Рич Фогел и Стив Гърбър        | 7 ноември 1998 г.     | 10 септември 2009 г.       |
| На седмата годишнина от раждането на Жокера, рожденикът „дава“ значителна доза от химикали и неговият газ Смилекс на репортера Джак Райдър. Джак се превръща в Пълзящия, лунатик, търсещ своето отмъщение.                             |       |                 |                                |                       |                            |
| Страшният съд | 024   | Кърт Геда       | Рич Фогел и Алън Бърнет        | 31 октомври 1998 г.   | 11 септември 2009 г.       |
| Има нов закрилник в града на име Съдията, чийто методи са много по-брутални от тези на Батман. Той става любимият борец с престъпността на областния прокурор Джей Керъл Коркърен, но това може скоро да се окаже решение за покаяние. |       |                 |                                |                       |                            |